# Andrea Chiarabini
Andrea Chiarabini (Róma, 1995. március 12. –) olasz ifjúsági Európa-bajnok műugró.

## Élete

### Magánélete
Kezdetben az A.E.K. Roma, majd a G.S. Fiamme Oro sportolója, edzője 2012 februárjától Fabrizio De Angelis.

### Sportkarrierje
2009 júliusában Budapesten, a margitszigeti Széchy Tamás uszodában zajló ifjúsági Európa-bajnokságon a 14-15 évesek (B korcsoport) toronyugrószámában aranyérmet, a 3 méteres műugrás döntőjében ezüstérmet, 1 méteren pedig bronzérmet szerzett. Egy évvel később Helsinkiben, a fiúk 3 méteres szinkronugrásában – Giovanni Toccival alkotva párost – a második helyen végzett.
A 2009-es mű- és toronyugró Európa-bajnokságon a férfi torony szinkron versenyszámában, Francesco Dell’Uomóval az 5. helyen végzett, csakúgy mint a római úszó-vb-n. A 2012-es londoni olimpia nem hozott kellő sikert számára, mivel a 10 méteres toronyugrás 32 fős mezőnyében a 28. helyen végzett. A 2013-as mű- és toronyugró Európa-bajnokságon a toronyugrás döntőjében a 7. helyet szerezte meg.
2015-ben, a rostocki mű- és toronyugró-Eb 1 méteres versenyszámának döntőjében – a 12 ugrót felvonultató mezőnyben – a 11. helyen zárt. Az oroszországi Kazanyban rendezett úszó-vb-n 9. lett – Giovanni Toccival párban – a 3 méteres szinkronugrás mezőnyében, és a 20. helyen zárt az 1 méter selejtezőjében.
A 2016-os riói kvalifikációs világkupán 3 méteren a 17., míg szinkronban, Giovanni Toccival az 5. helyet sikerült megszereznie. Az olimpián, a férfiak egyéni műugrásának 29 főt felvonultató mezőnyében végül a 28. lett, míg szinkronban a 6.
A 2018-as Glasgow-i úszó-Eb-n, a szinkron 3 méteres versenyszámának fináléjában (szintén Giovanni Toccival párban) az ötödik helyen végzett.

## Eredmények
| Sportesemény                             | Versenyszámok | Versenyszámok | Versenyszámok | Versenyszámok | Versenyszámok |
| Sportesemény                             | 1 m           | 3 m           | 3 m szinkron  | 10 m torony   | 10 m szinkron |
| ---------------------------------------- | ------------- | ------------- | ------------- | ------------- | ------------- |
| 2009-es junior Eb., Budapest             |               |               | –             |               | –             |
| 2009-es úszó-vb., Róma                   | –             | –             | –             | –             | 5.            |
| 2009-es mű- és toronyugró-Eb., Torino    | –             | –             | –             | –             | 5.            |
|                                          |               |               |               |               |               |
| 2010-es junior Eb., Helsinki             | 4.            | 5.            |               | 7.            | –             |
| 2010-es junior vb., Tucson               | 13.           | 12.           | 8.°           | –             |               |
| 2010-es rostocki Grand Prix              | –             | –             | –             | 15.           | 7.            |
|                                          |               |               |               |               |               |
| 2011-es junior Eb., Belgrád              | –             | 16.           | –             | –             | –             |
|                                          |               |               |               |               |               |
| 2012-es úszó-Eb., Eindhoven              | –             | –             | –             | 6.            |               |
| 2012-es bolzanói Grand Prix              | –             | –             | –             |               | –             |
| 2012-es műugró-világkupa, London         | –             | –             | –             | 28.           |               |
| 2012-es junior Eb., Graz                 | –             | –             | –             | 5.            |               |
| 2012-es nyári olimpia, London            | –             | –             | –             | 28.           |               |
|                                          |               |               |               |               |               |
| 2013-as olasz fedett bajnokság           | 6.            | 9.            | –             |               | –             |
| 2013-as olasz nyári bajnokság            | 14.           |               | 4.            |               | –             |
| 2013-as mű- és toronyugró-Eb., Rostock   | –             | –             | –             | 7.            | –             |
|                                          |               |               |               |               |               |
| 2015-ös leóni Grand Prix                 | –             | 20.           | –             | –             | –             |
| 2015-ös mű- és toronyugró-Eb., Rostock   | 11.           | –             | –             | –             | –             |
| 2015-ös Grand Prix, Bolzano              | –             | 13.           | °             | –             | –             |
| 2015-ös úszó-vb., Rostock                | 20.           | –             | 9.°           | –             | –             |
|                                          |               |               |               |               |               |
| 2016-os Grand Prix, Rostock              | –             | 4.            | 6.°           | –             | –             |
| 2016-os műugró-világkupa, Rio de Janeiro | –             | 17.           | 5.°           | –             | –             |
| 2016-os Grand Prix, San Juan             | –             | –             | 6.°           | –             | –             |
| 2016-os Grand Prix, Bolzano              | –             | –             | °             | –             | –             |
| 2016-os nyári olimpia, Rio de Janeiro    | –             | 28.           | 6.°           | –             | –             |
|                                          |               |               |               |               |               |
| 2018-as úszó-Eb, Glasgow                 | –             | –             | 5.°           | –             | –             |

_______
A forrás nélküli hivatkozásokat lásd itt!
Partnere szinkronugrásban: ° Giovanni Tocci
Csapatversenyeken
| Sportesemény                                        | Partnere       | Eredmény |
| --------------------------------------------------- | -------------- | -------- |
| 2013-as mű- és toronyugró Európa-bajnokság, Rostock | Tania Cagnotto | 6.       |